# Cicurina rudimentops
Espèce
Cicurina rudimentops est une espèce d'araignées aranéomorphes de la famille des Cicurinidae.

## Distribution
Cette espèce est endémique du Texas aux États-Unis,. Elle se rencontre comté de Duval.

## Description
La femelle holotype mesure 2,10 mm.

## Systématique et taxinomie
Cette espèce a été décrite par Chamberlin et Ivie en 1940.

## Publication originale
- Chamberlin & Ivie, 1940 : « Agelenid spiders of the genus Cicurina. » Bulletin of the University of Utah, Biological Series, vol. 30, no 18, p. 1-108.